# 人見知り
人見知り（ひとみしり、英: Shyness）とは、従来は子供が知らない人を見て、恥ずかしがったり嫌ったりすることである。大人の場合は「内気」・「照れ屋」・「はにかみ屋」・「恥ずかしがり屋」の言葉をあてるのが標準的である。社会心理学では、社会的場面における上記のような行動傾向をシャイネスという。対処方法については、「人見知り#対処方法」を参照。

## 社会心理学でのシャイネス
社会心理学ではシャイネスを人間の持つ個性のひとつとして捉える。シャイネスは単に対人関係に消極的なだけでなく、緊張や気後れといった対人不安を伴う特徴がある。
社会心理学者のチーク (Cheek.J.M) とバス (Buss.A.H) は、シャイネスを「他者が存在することによって生じる不快感と抑制」と位置づけている。また、リアリー (Leary.M.R) はシャイネスを「他者から評価されたり、評価されると予測することによって生じる対人不安と行動の抑制によって特徴づけられる感情-行動症候群」と定義している。行動の抑制とは、口数が少なくなる、視線を合わせないなどの回避的行動や過剰な微笑や同意といった防衛的な行動を指す。
リアリーはシャイネスの生起プロセスについて、自己呈示理論による説明を試みている。自己呈示とは「他者によって知覚される印象をコントロールする過程」である。自己呈示理論によれば、シャイネスは自己呈示動機（他者に何らかの印象を与えたい動機づけ）と自己呈示効率（他者に適切な印象を与えられるかどうかの見積もりの低さ）の相乗関数であるといい、動機と効率の低さのどちらかが0であればシャイネスは生じないという。また、ロイ・バウマイスターの社会的排斥理論によれば、人間には生得的に所属欲求が備わっており、集団から排斥される危険性を知覚することが対人不安につながるという。シャイネスの高い人は、集団から排斥される危険性を回避する反応を取りやすい特性を持つ人と言える。
フィリップ・ジンバルドは5,000人のアメリカ人を対象とした調査を行い、8割の人が人生のどこかの時期にシャイネスを経験し、4割の人が現時点でシャイであり、25パーセントの人が慢性的なシャイネスであるという結果を得た。また、社会学者のグレン・エルダーは10歳から12歳のシャイと判定された個人群の追跡調査を行い、シャイな個人とそうでない個人の比較を行った。調査の結果、シャイな男性はそうでない男性に比べて婚期や子供を持つ年齢が遅く、定職に就く時期も遅いために成功機会を逃しやすい事を示した。一方、女性の場合は明確な社会的不利益は見られなかったが、伝統的な性役割規範に基づいた結婚生活を送る傾向が見られた。

## 対処方法
本人の自分に対する評価が低い場合、他者も自分に対して低い評価をしていると思ってしまい、それが人見知りの原因になる場合が多いとされる。ただ実際は、他者は本人に対して低い評価や否定的な評価はしていない。そこで、自己評価を高めるために、考え方を修正し現実に即した適切な考え方を身につけ、それに基づいて行動を重ね、成功体験をしていくことが重要であるとされる。その際、周囲の人たちは本人をサポートすることが望ましい。そのほかにも、自分の良いところに気づいたり、ささいなものでも過去の成功体験を思い出したりすることも、自己評価を高める上で効果があるとされる。
また、考え方を修正し現実に即した適切な考え方を身につける例として、下記のものが挙げられている。
- 自分の悪い部分だけを意識してしまう→自分には良いところもあり、他者は自分の良い部分も見つけて認めてくれている[8]
- 不安になっていることを、知られてしまう／不安を感じているときには、うまくいかない→不安は見えないし、誰でも不安になる／想像が現実になるわけではなく、不安になっても、良い結果を得ることができる[9]
- 自分は周囲の人々の注目の的になっている→実際には、周囲の人々は自分のことを思っていたほど気にしていない[10]
- 自分は・・・であるべきだ→完璧を目指さなくても良い。他者は自分を否定的に評価していない[11]